# مولنباخ (کوخم-تسل)
مولنباخ (به آلمانی: Müllenbach) یک شهر در آلمان است که در کوخم-تسل واقع شده‌است. مولنباخ ۶۹۶ نفر جمعیت دارد.